# Вірменська апостольська церква
Вірме́нська апо́стольська це́рква (вірм. Հայ Առաքելական Եկեղեցի, трансліт. Hay Aṙak'elakan Yekeghetsi) — національна церква вірменського народу, яка є частиною орієнтального православ'я, одна з найдавніших християнських церков. Велика Вірменія була другою державою, яка прийняла християнство як свою офіційну релігію під владою правителя Тірідата III з династії Аршакуні на початку IV століття. За традицією, церква виникла в місіях апостолів Вартоломія та Тадея Едеського в I столітті.
Іноді її називають Вірме́нською правосла́вною це́рквою або Вірме́нською григо́ріанською це́рквою. Термін Григоріанська церква не є прийнятним для самої церкви, оскільки вона розглядає апостолів Вартоломія та Тадея як своїх засновників, а святого Григорія Просвітителя лише першим офіційним намісником церкви. Вона також відома просто як Вірме́нська це́рква.

## Історія

### Витоки

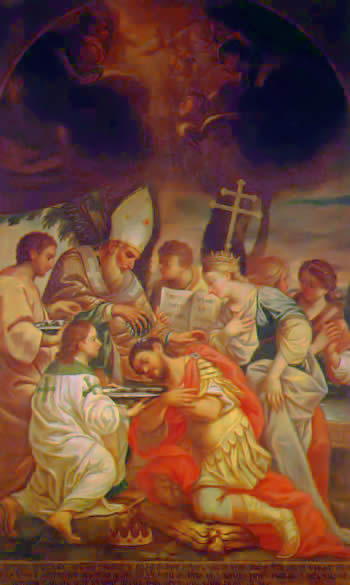
Хрещення Тірідата III.

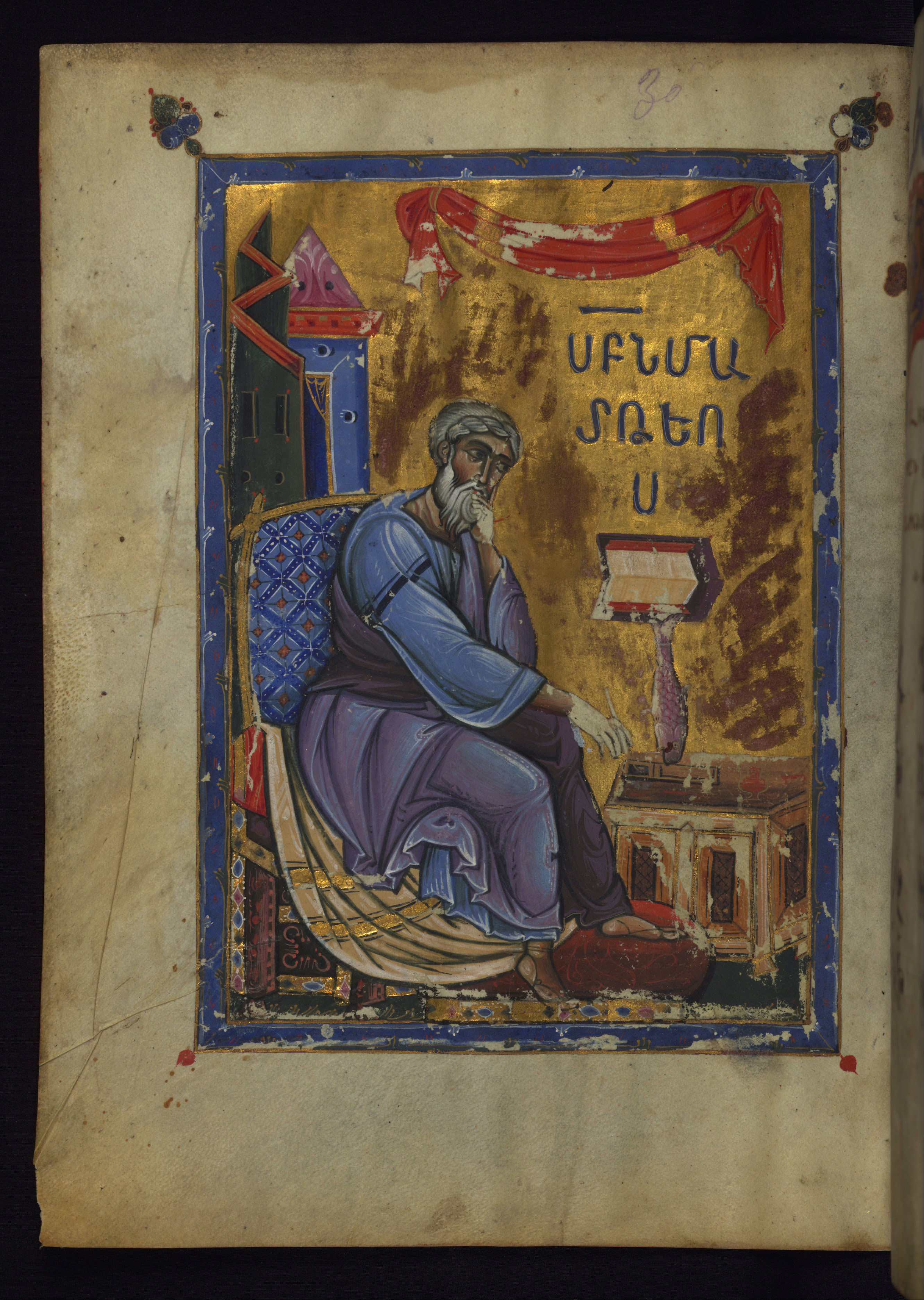
Євангеліст Матвій. Рукопис 1262 р

Вірменська православна церква вірить в апостольську спадкоємність через апостолів Вартоломія та Тадея Едеського. За традицією, останній з двох апостолів вилікував Абгара V з Едеси від прокази з Образом Едеси, що призвело до його навернення в 30 р. Тоді Абгар доручив Тадею прозелітизувати всю Вірменію, де він навернув дочку царя Санатрука, яка врешті-решт була замучена разом з Тадеєм, коли Санатрук пізніше впав у відступництво. Після цього Вартоломій приїхав до Вірменії, привізши ікону Діви Марії, яку він розмістив у жіночому монастирі, який він заснував над колишнім храмом Анаїта. Потім Вартоломій навернув сестру Санатрука. Обидва апостоли висвятили місцевих єпископів, а деякі інші вірмени були висвячені за межами Вірменії Яковом Справедливим. Вчені, включаючи Барта Ермана, Хана Драйверса та В. Бауера, відкидають вилікування Абгара V як вигадку.
За словами Євсевія і Тертуліана, вірменських християн переслідували царі Аксідарес, Хосров I і Тирідат III, останній з яких прийняв християнство від Григорія Просвітителя. Прийняття Стародавньою Вірменією християнства як державної релігії (першої держави, яка це зробила) Ніна Гарсоян згадує як «мабуть, найважливіший крок в її історії». Це навернення відрізняло його від іранських та маздейських коренів та захищало від подальшого парфянського впливу. За словами Мері Бойс, прийняття християнства правителями Арсацид-Вірменії частково суперечило Сасанідам.
Коли король Тірідат III зробив християнство державною релігією Вірменії між 301 і 314 роками, воно не було зовсім новою релігією. Воно проникло в країну щонайменше з третього століття, і, можливо, було ще раніше.
Тирідат оголосив Григорія першим католикосом Вірменської православної церкви і відправив його в Кесарію для освячення. По поверненню Григорій зруйнував святині ідолам, побудував церкви та монастирі, висвятив багатьох священиків та єпископів. Розмірковуючи у старовинному місті Вагаршапат, Григорій бачив Христа, що спускається на землю. З цього місця виник великий християнський храм з величезним хрестом. Він був переконаний, що Бог задумав побудувати там головну вірменську церкву. За допомогою короля він зробив це відповідно до свого бачення, перейменувавши місто в Ечміадзін, що означає «місце зішестя Єдинородного».
Спочатку Вірменська православна церква була частиною Великої Церкви і була підпорядкована єпископу Кесарійському. Її Католикос був представлений на Першому соборі в Нікеї (325). Св. Вртанес I, третій Католикос Вірменської Апостольської Церкви (333—341 рр.), направив лист із конкретними запитаннями до Макарія Єрусалимського, який був грецьким православним єпископом Єрусалима з (312—335 рр., або 336 р.), надісланий Єрусалим делегацією вірменських священиків з нагоди Енканії на освяченні церкви Гробу Господнього в Єрусалимі у вересні 335 р. У листі Макарія до вірмен 335 року нашої ери він намагається виправити порушення в обрядах посвячення Хрещення та Євхаристії, що використовуються в даний час у Вірменській Церкві, сформулювавши сучасну практику в Єрусалимі. Тим самим він виявляє різні форми, що практикуються у Вірменії, що мають сильне відлуння старого східно-сирійського обряду. Ортопраксі був задуманий Вртанесом та його вірменськими колегами з точки зору літургійних дій у Єрусалимі. У 353 році король Папас (Пап) призначив Католикоса Гусіка, не відправивши його до Кесарії для освячення. Його Католикос все ще був представлений на Першому Константинопольському соборі (381).
Оскільки Григорія освятив єпископ Кесарійський, він також прийняв візантійський обряд. Однак Вірменська церква через вплив церкви в Едесі, велику присутність сирійців у Вірменії, а також кількість сирійських священиків, які прибули до Вірменії разом з Григорієм, також культивувала західно-сирійський обряд (антіохійський обряд). Оскільки на той час вірмени не мали алфавіту, духовенство вивчало грецьку та сирійську мови. З цього синтезу з'явився новий вірменський обряд, який мав подібність як із візантійським, так і з антиохійським сирійським обрядом.
Християнство було зміцнено у Вірменії в V столітті перекладом Біблії на вірменську мову місцевим богословом, монахом і вченим, святим Месропом Маштоцем. До V століття вірмени мали розмовну мову, але вона не була написана. Отже, Біблія та Літургія були написані грецькою чи сирійською, а не вірменською. Католикос Саак доручив Месропу створити вірменський алфавіт, який він завершив у 406 р. Згодом Біблія та Літургія були перекладені вірменською мовою та написані новим сценарієм. Переклад Біблії, разом з творами історії, літератури та філософії, спричинив розквіт вірменської літератури та ширший культурний ренесанс.
Не маючи можливості бути присутнім на Ефеському соборі (431), Католикос Ісаак Партієв надіслав повідомлення, що погоджується з його рішеннями. Однак не доктринні елементи в Халкідонському соборі (451 р.) спричинили певні проблеми.
Монофізитизм поширився з Сирії до Вірменії, звідки він прибув до Грузії та Кавказької Албанії.
На Першому Двінському соборі в 506 р. Синод вірменських, грузинських та кавказько-албанських єпископів був зібраний під час правління Католикоса Бабкена I. Участь католикосів Грузії та Албанії була встановлена з метою чіткої позиції церков щодо собору в Халкідоні. У «Книзі Послань» згадується, що в соборі брали участь 20 єпископів, 14 мирян та багато нахарарів (правителів Вірменії). Участь у обговоренні радами різних рівнів непрофесійних осіб, здавалося, було загальним правилом у Вірменії.
Майже через століття (609—610) під час правління Католикоса Авраама I Агбатанка та принца Смбата Багутні, був скликаний 3-й Двінський собор, у якому брали участь духовенства та миряни. Грузинська церква не погодилася з Вірменською церквою, затвердивши христологію Халкідону. Цей собор був скликаний для з'ясування стосунків між вірменською та грузинською церквами. Після Собору Католикос Авраам написав енциклічний лист на адресу народу, звинувативши Куріона та його прихильників у розколі. Рада ніколи не встановлювала канонів; це лише позбавило грузин причастя у Вірменській церкві. Попри це, Албанська церква залишалася під юрисдикцією Вірменської церкви, перебуваючи в спілкуванні з Грузинською церквою.

### ВАЦ після Халкідонського розділення
У 451 році на Халкідонському соборі, згідно Томосу папи Лева I Великого, було прийнято нове визначення віри про «два єства» і «дві субстанції» Христа. Вірменська церква перебувала в кровопролитній війні з Персією і не могла брати активної участі в христологічних суперечках. Коли Вірменія вийшла з війни, то виявилося, що єдності в христологічних питаннях немає. У цей час християнство було розділене на три гілки зі своїми доктринальними уявленнями. У Персії панувало несторианське діофізітство, в Римі було прийнято діофізітство Халкідонського собору, а в Візантії діяв Енотікон імператора Зенона, з його міафізітською христологією. Більш того, Вірменська церква завжди сповідувала нікейську термінологію, як і Римська Церква. Тому 2 субстанції в томосі Папи Лева розумілися саме як 2 іпостасі, а не природи, як розуміли греки. А сповідання двох іпостасей у Христі — це вчення несторіанства, яке було відкинуто на III Вселенському Соборі в Ефесі.
Віра візантійців в єдину природу Христа (міафізітство) більш відповідала христології Вірменської церкви, а духовна єдність з Візантією була вигіднішою, ніж з іншими. Тому на Першому Двінському соборі 506 року, у якому брали участь єпископи Вірменії, Грузії та Албанії Кавказької, Енотікон був офіційно прийнятий Вірменською та сусідніми церквами. Розрив з візантійцями стався тільки тоді, коли на візантійський імператорський престол зійшов Юстин I (518—527). Він, заради усунення розколу між Римом і Константинополем засудив Енотікон Зенона, а Халкідонський Собор проголосив Святим і Вселенським, чим і визначив відділення візантійців від інших християнських народів Сходу.

#### Вірменсько-візантійські церковні відносини в другій половині XII століття
Протягом багатьох століть Вірменська і Візантійська церкви неодноразово робили спроби дійти згоди, зокрема у VII ст. — за католикосів Езри і Нерсеса III. Проте найсерйозніша з них мала місце в XII столітті.
У 1080 році Рубен, родич останнього царя Вірменії Гагика II, заснував Кілікійське вірменське князівство на північно-східному березі Середземного моря, яке стало незалежним царством в 1198 році й проіснувало до 1375 року. Разом з царським престолом в Кілікію перемістився і патріарший престол Вірменії.
На початку 1165 єпископ Нерсес Шноралі, мав бесіду з візантійським протостратором Алексом, зятем імператора Мануїла Комніна, про відмінності між Вірменської та Візантійської церквами. Вручивши Нерсес запитальник, протостратор попросив його записати їхню розмову і відповісти на питання, які йому передали грецькі архімандрити. Нерсес Шноралі підготував і передав Алексу «Виклад віри Вірменської Церкви».
Імператор і патріарх Константинопольський Лука, обговоривши «Виклад Віри», знайшли, що воно може послужити основою до початку об'єднання Вірменської і Візантійської церков. Нерсес Шноралі, що став вже католикосом Вірменії, відправив імператору ще одне послання, уточнивши, що об'єднання має відбуватися не за прикладом господаря і слуги, а як рівного з рівним, на основі Біблії і Священного Передання. Хоч де виявилися богословські та обрядові відхилення, будь то у вірменів або у візантійців, вони повинні бути виправлені.
На це послання Нерсеса імператор і патріарх Михайло III відповіли в 1172 році, пропонуючи вірменам для об'єднання прийняти ряд умов, серед яких — прийняття візантійських Вселенських соборів як вселенських, а не помісних, як пропонував Нерсес, анатемізація міафізітства і всіх його ідеологів, сповідування двох природ, воль і дій, використання в Євхаристії квасного хліба і розведеного вина з водою, твердження вірменського католикоса імператором і багато іншого. Розчарований Нерсес, бувши великим захисником ідеї об'єднання церков, відповів посланнику імператора і патріарха, що сам він не має права вирішувати такі серйозні питання, і що він відповість на них після скликання Національно-церковного собору.
Обіцяний собор скликав вже католикос Григор IV в 1179 році в Ромкла. Цей собор, у якому брали участь єпископи споконвічній Вірменії та Вірменської Кілікії з прилеглими землями, католикос Албанії Кавказької і представник патріарха Сирійської церкви, відкинули вимоги Константинополя. У Ромкла вчергове були засуджені і реальне монофізитство, і вчення про дві природи, дві волі, дві дії. При цьому, в листі до своїх східних побратимів Григор IV наставляв їх не ставитися до грекам, як до єретиків, бо серед них були видатні Отці церкви. Але ще до того, як в Константинополі дізналися про рішення цього собору, помер імператор Мануїл, а його послідовники будь-яких ознак зацікавленості в об'єднанні з Вірменською церквою не проявили.

#### Вірмено-латинські церковні відносини в XII—XIV століттях
У ті ж роки Вірменська церква вперше в своїй історії вступила в контакти з Римською церквою. Після походів хрестоносців на Сході виник ряд латинських князівств, утвердилися патріарші престоли. На Єрусалимському соборі Римської церкви, на який був запрошений і вірменський католикос Григор III, обговорювалися також богословські та обрядові відмінності між Вірменською та Латинською церквами. Повернувшись до Риму, посланець Папи єпископ Алперік схвально відгукнувся перед папою Інокентієм про вірменського католикоса і його брата Нерсеса Шноралі.
Папа римський написав листа вірменському католикосу, у якому закликав для єдності двох Церков запропонував вірменам у святу Чашу додавати воду та святкувати Різдво 25 грудня. Інокентій II послав також в дар вірменському католикосу архиєрейський жезл. З цього часу в побуті Вірменської церкви з'явився латинський жезл, яким стали користуватися єпископи, а східний греко-каппадокійська жезл став приналежністю архимандритів. У 1145 році католикос Григор III з проханням про політичну допомоги звернувся до Ватикану. Замість допомоги, Папа знову запропонував вірменам обрядову частину Римської церкви.
Незабаром почався Третій похід хрестоносців. У 1189 році тепер уже папа римський Климент III попросив католикоса Вірменії і правителя Кілікії Левона про допомогу хрестоносцям, яка була надана. Хоча в 1195 імператором Німеччини Генріхом VI князь Левон був визнаний королем Кілікії, а в 1196 році отримав корону від візантійського імператора Олексія III, проте коронація відкладалася. Левон хотів бути коронований Заходом, щоб згодом мати його заступництво, а за законами того часу всі західні політичні утворення затверджувалися та благословлялися Папою. Нарешті в Кілікію для коронації Левона прибув посланник папи кардинал Конрад.
Але Папа не міг коронувати і благословляти кого-небудь, якщо той не був єдиного з ним віросповідання. Тому кардинал висунув ідею об'єднання Вірменської та Латинської церков, пропонуючи вірменам прийняти деякі умови відповідно до того, як правильну віру і обряд розуміють на Заході. Скликаний Левоном собор відхилив пропозиції Риму. І все ж між представником Папи і 12 єпископами — поборниками державних інтересів Кілікії було укладено угоду. 6 січня 1198 кардинал Конрад зробив коронацію Левона, а вірменський католикос — освячення, правда, за канонами Латинської церкви, які спеціально для цієї мети були переведені на вірменську мову архиєпископом Тарса Нерсесом Ламбронаці.
У 1244 році папа Інокентій IV у своєму листі до католикоса Костянтина I запропонував за звичаями Латинської церкви здійснювати Єлеопомазання хворих. У 1243 році з участю духовенства Кілікії відбувся II Сісскій собор, який затвердив 24 упорядковання канону, переважно про побут віруючих. У 1246 році ці канони разом з енциклікою католикоса, у якій пропонувалося прийняти помазання хворих єлеєм, були відправлені в Східну Вірменію для затвердження. Але Папа Інокентій IV, не задовольнився цим, в 1248 році відправив у Кілікію єпископа Тіманча для роз'яснення тих політичних вигод, які могли б отримати вірмени від унії.
Цар Хетум відправив послання Папи до католикоса Костянтина і попросив відповісти на нього. Католикос, хоча і був сповнений поваги до римського престолу, не міг прийняти тих умов, які пропонував Папа. Тому він відправив королю Кілікії Хетума послання, що складається з 15 пунктів, у якому відкидав віровчення Католицької церкви і просив царя не довіряти Заходу. Римський престол, отримавши таку відповідь, обмежив свої пропозиції і в написаному в 1250 році листі запропонував прийняти тільки вчення про Filioque. Для відповіді на цю пропозицію католикос Костянтин в 1251 скликав III Сісскій собор. Не дійшовши до остаточного рішення, собор звернувся до думки церковних діячів Східної Вірменії. Проблема була новою для Вірменської церкви, і природно, що в початковий період могли існувати різні думки. Однак будь-яке рішення так і не було ухвалене.
У 1262 році на Схід прибув і влаштувався в Ахайе легат папи Урбана IV єпископ Гуліельмос. Для привітання легата цар Хетум відправив свого брата Ошин, а католикос — архімандрита Мхитара Скевраці, з яким у легата Папи відбувся діалог. Єпископ Гуліельмос стверджував, що главою церкви є папа римський, тоді як Мхитар Скевраці, посилаючись на Біблію, доводив, що главою церкви є не Папа римський, а Христос.
У 1295/96 р над нареченою грецького царя вірменкою Маріам і її сестрою, згідно з канонами Візантійської церкви було скоєно таїнство миропомазання, як над звернулися до істинної віри з єресі. Цей факт, так само як і реакція духовенства Східної Вірменії, відвернув погляд Григора Анаварзеці від Візантії і він звернувся знову на Захід, сподіваючись отримати підтримку для Кілікії навіть ціною унії. Він збирався ввести нові зміни в обряди Вірменської церкви і з цією метою написав ряд духовних гімнів для святкувань Різдва Христового та Хрещення, плануючи відзначати їх окремо.
Однак, переконавшись, що від латинян неможливо отримати реальної допомоги навіть такою ціною, він порахував зайвим далі займатися проблемою об'єднання церков і таким чином сіяти смуту всередині своєї церкви. Але царі Хетум і Левон, у марній надії отримати допомогу від Заходу, продовжували вимагати від католикоса об'єднання двох церков. Католикос відмовився зробити це, за що був позбавлений влади, засланий і помер на засланні в 1306 році. Після смерті Григора цар Левон скликав в 1307 році в Сісе собор, відомий в історії як VII Сісскій Собор, в якому брали участь 43 єпископа і князі Кілікії.
Левон пред'явив Собору лист, нібито написаний Григором Анаварзеці (так це чи не так, невідомо), яке містило такі богословські й обрядові зміни:
- у Св. Чашу додавати воду;
- прийняти рішення семи Вселенських Соборів;
- визнати в Христі два єства, дві волі і два впливу;
- Господні свята відзначати, як східні православні і католики: Різдво — 25 грудня. Стрітення — 2 лютого. Благовіщення — 25 березня і т. д.;
- в Різдвяний і Пасхальний святвечір вживати в їжу тільки рибу і рослинне масло;
- Трисвяту пісню співати з додатком імені Христа: «Христос, що був розп'ятий за нас».

Учасники собору, за винятком п'яти єпископів, прийняли ці зміни. На цьому ж соборі був обраний Католикосом поборник об'єднання Костянтин III Кесараці. Рішення Сісского собору зустріли серйозний опір як у Східній Вірменії, так і в Кілікії. Однак наступник царя Левона Ошин доклав усіх зусиль, щоб втілити в життя ці рішення. Для припинення виниклої смути цар Ошин в 1316 скликав в Адані собор з участю 13 єпископів, 7 архімандритів і 10 князів. На цьому соборі обговорювалися заперечення проти рішень VII Сісского собору, які, однак, були відхилені як нібито суперечать правді, і знову були затверджені рішення Сісского собору.
Після собору в Адані цар Ошин в 1318 році звернувся до Папи Івана XXII і короля Франції Філіпа V за обіцяною допомогою, але марно. Результатом пролатінской політики стало лише придбане недружелюбність сусідніх мусульман, особливо мамлюків Єгипту, часті набіги яких послужили причиною занепаду Кілікії вірменської держави. Обурений невиконанням обіцянок католикос Месроп I Артазеці в 1361 скликав VIII Сісскій собор і повелів прибрати з обрядів Вірменської церкви всі нововведення, які були результатом пролатінской політики кілікійських правителів.
У 1375 році за ударами мамлюків остаточно впало Кілікійське вірменське царство. Країна розорялися, почалася масова еміграція. Цар Левон Лузиньян, який втратив трону і країни, вирушив до Європи шукати допомоги християнських монархів у відновленні Кілікії царства. Патріарший престол в руках чужинців перетворився на іграшку. У подібних політичних умовах у Східній Вірменії, на базі провідної богословської Сюнікській школи, зародилася і знайшла підтримку в церкві ідея повернення патріаршого престолу в Вірменію.
Рішення про перенесення головного престолу ВАЦ з Сиса в Ечміадзін було закріплено за життя і зі схвалення останнього Кілікії католикоса всіх вірмен Григора IX, який через старість вже не міг переселитися до Вірменії. У травні 1441 року на соборі в Ечміадзині за участю 700 єпископів, архимандритів, вчених і представників знаті був проголошений перенесення престолу католикосів всіх вірмен і обраний новий католикос ВАЦ, зі збереженням інституту Кілікії католикосата. Католикосу всіх вірмен, відтепер перебував в Ечміадзіні, йому підпорядковувалися в духовному відношенні всі інші вірменські першоієрархи.

### XVIII—XIX століття

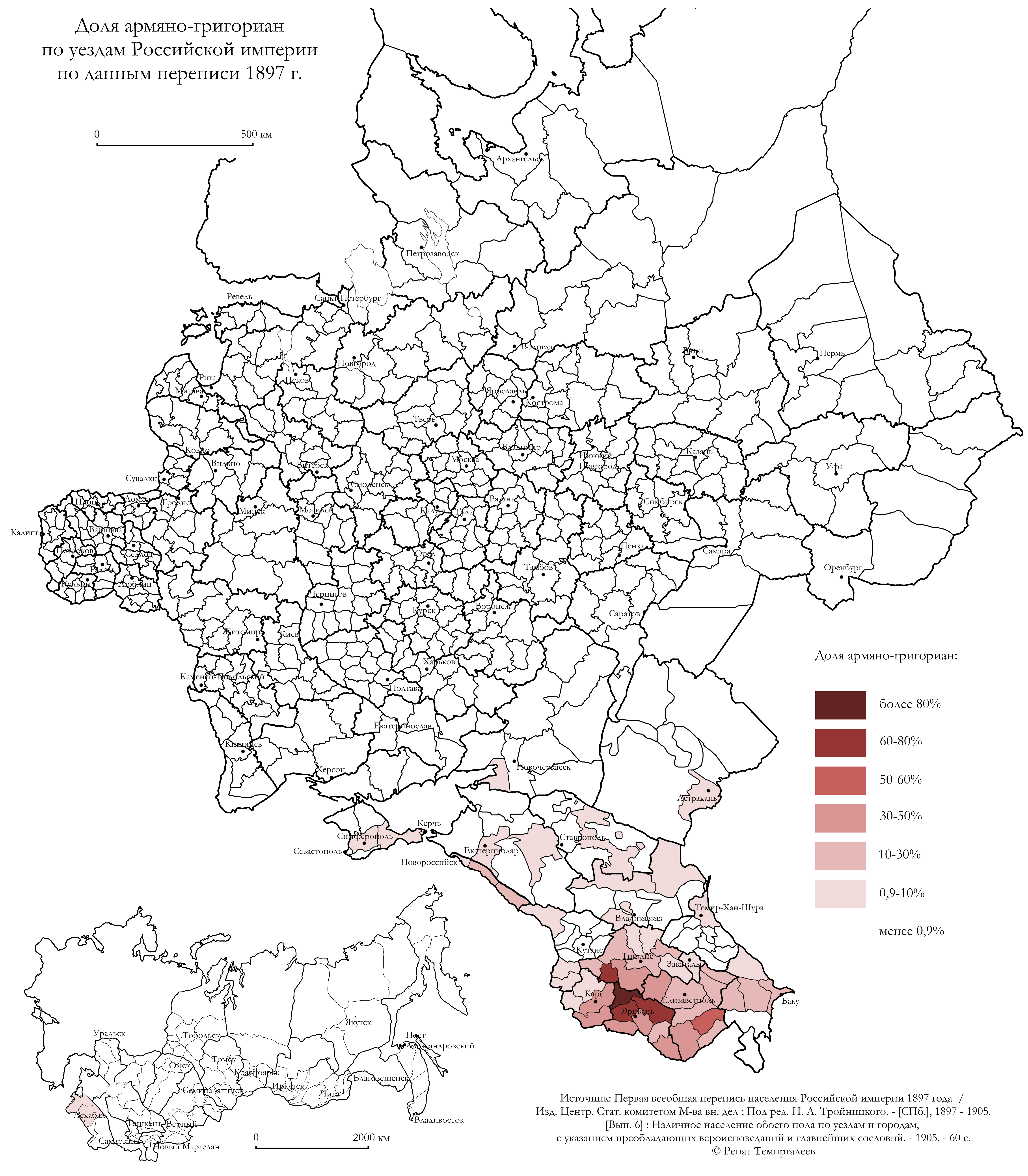
Частка послідовників Вірменської апостольської церкви («вірмено-грігоріан») по повітах і округах Російської імперії за даними Першої загального перепису населення 1897 р

До кінця XVIII століття вірменські громади Північного Причорномор'я опинилися в складі Російської імперії в результаті просування її кордонів на Північному Кавказі. З початком російсько-перської війни, тифліський єпископ Нерсес V Аштаракеці сприяв створенню вірменських добровольчих загонів, які внесли чималий внесок у перемоги російських військ в Закавказзі. У 1828 році по Туркманчайського договором Східна Вірменія увійшла до складу Російської імперії.
Діяльність Вірменської церкви на території Російської імперії здійснювалася відповідно до особливим "Положенням" («Зводом законів Вірменської Церкви»), затвердженим імператором Миколою I в 1836 році. Згідно з цим документом, зокрема, був скасований Албанська католикосат, єпархії якого увійшли до складу безпосередньо ВАЦ. У порівнянні з іншими християнськими громадами в Російській імперії, Вірменська Апостольська Церква, завдяки своїй конфесійної відособленості, займала особливе становище, яке включало деякі обмеження — зокрема, вірменський католикос мав рукопокладатися тільки за згодою імператора..
Конфесійні відмінності ВАЦ з Російською православною церквою в імперії, де панувало візантійське православ'я, знайшли своє місце. Вірменської церкви дали назву «Вірмено-григоріанська церква», вказуючи на її різночитання з візантійським православ'ям. Попри стабільне становище Вірменської церкви в Росії, мали місце деякі утиски ВАЦ з боку влади. У 1885—1886 рр. вірменські парафіяльні школи були тимчасово закриті, а з 1897 року — передані у відомство Міністерства освіти. У 1903 році був виданий указ про націоналізацію вірменських церковного майна, скасований в 1905 після масових збурень вірменського народу.
В Османській імперії вірменська церковна організація в XIX столітті також знайшла новий статус. Проте вірменський Константинопольський патріарх продовжував розглядатися Високою Портою як офіційний представник усього вірменського населення імперії. Обрання патріарха стверджувалося султанської грамотою, і турецька влада всіляко прагнули поставити його під свій контроль, використовуючи політичні та громадські важелі. Найменше порушення меж компетенції і непокору могли спричинити за собою скинення з престолу.
У сферу діяльності Константинопольського патріархату ВАЦ залучалися все більш широкі верстви суспільства, і патріарх поступово отримав значний вплив у Вірменській апостольській церкві Османської імперії. Без його втручання не наважувалися внутрішньоцерковні, культурні чи політичні питання вірменської громади. Константинопольський патріарх був посередником під час контактів Туреччини з Ечміадзіном. Згідно «Національної конституції», виробленої в 1860—1863 роках (в 1880-х рр. Її дія була припинена султаном Абдул-Хамідом II), духовне і цивільне управління всього вірменського населення Османської імперії перебувало у віданні двох рад: духовного (з 14 єпископів під головуванням патріарха) і світського (з 20 членів, які обиралися зборами 400 представників вірменських громад).
Попри те, що після прийняття російського «Положення» і османської «Національної конституції» ВАЦ виявилася політично розділеною на дві частини, Католикос всіх вірмен з престолом в Ечміадзіні, продовжував залишатися загальновизнаним на церковному і державному рівні духовним главою Вірменської церкви. З цієї причини вірменські Константинопольські патріархи нерідко висувалися і обиралися на Ечміадзінський престол. До 1914 р безпосередньо Ечміадзін підпорядковувалися 19 єпархій в межах Росії і дев'ять в Ірані, Індії, на острові Ява, в Європі та Америці. Під юрисдикцією Константинопольського патріархату перебувала 51 єпархія в межах Османської імперії і відокремилися від неї Греції, Румунії та Болгарії. Кілікійське католикосату підпорядковувалися 15 єпархій, Ахтамарскому католикосату — дві і Єрусалимського патріархату — 4 єпархії.

### ХХ століття

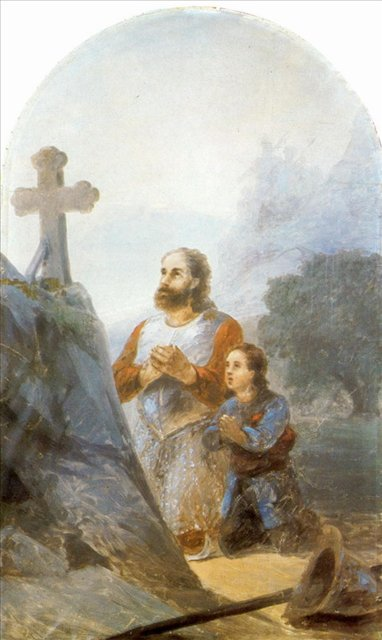
Клятва перед Аварайрською битвою (полководець Вартан Маміконян.) І.Айвазовський 1892 р.

На початку ХХ ст. російська політика щодо ліквідації самостійности Вірменської Апостольської Церкви набула відкритого характеру. З подачі міністра внутрішніх справ В. К. Плеве і намісника на Кавказі Г. С. Голіцина, царський уряд 12 червня 1903 р. прийняв дискримінаційний закон,що посягав на більшу частину майна Вірменської Апостольської Церкви, включаючи всі пожертви, які у вигляді капіталів і нерухомого майна надходили на користь «націоналізованих» урядом церковних закладів. 4 травня 1904 р Плеве направив керівництву губерній і областей на Кавказі секретний циркуляр, в якому давалися конкретні вказівки щодо вірменських церков.
У роки Першої світової війни Вірменська церква в Туреччині зазнала втрат разом з усім вірменським населенням країни. Масові побиття вірмен відбувалися з кінця XIX століття, а 24 квітня 1915 року почався Геноцид. Духовенство повністю розділило долю народу. Переважна більшість єпархій Константинопольського патріархату і Ахтамарскій католикосат припинили існування. Кілікійський престол, який перебував до 1922 року в Сісе, ціною великих зусиль був відроджений в 1930-х роках Католикосом Сааков II з центром в монастирі Антіліас поблизу Бейрута. Для забезпечення існування Кілікійського католикосата під його юрисдикцію при підтримці Католикоса всіх вірмен був переданий ряд єпархій, які належали до вірменського Єрусалимського і Константинопольського патріархатів.
Як і інші церкви, Вірменська апостольська церква неоднозначно поставилася до Жовтневого перевороту. З виникненням Республіки Вірменії (1918—1920) Вірменська апостольська церква підтримала її уряд і сприяла становленню Вірменської державности.
З утвердженням радянської влади в Закавказзі в 1920 році Вірменська церква зайняла вимушено-лояльну позицію по відношенню до радянської держави. Проте на неї, як і на всі інші церкви в СРСР, обрушилися репресії. У 1922 році був виданий декрет про націоналізацію майна Вірменської апостольської церкви. З 1928 року у Вірменії розгорнулася активна антирелігійна пропаганда. Усередині самої Вірменської церкви в 1920-і — 1930-і рр. йшли складні і суперечливі процеси, пов'язані зі спробами проведення церковних реформ. Все це призвело до різкого скорочення сфери її діяльності.
До тиску з боку радянської влади додалися звинувачення на адресу керівництва ВАЦ у співпраці з більшовиками з боку дашнаков. Справа не обмежилася словесними закидами. 24 грудня 1933 року в США член партії Дашнакцутюн вбив прямо під час святкового богослужіння архиєпископа Леона Туря, призначеного Ечміадзинського католикосом примасом Східної Єпархії ВАЦ США.
З початком Великої Вітчизняної війни Вірменська церква організувала збір матеріальної допомоги на оборону країни. Місцеблюститель Ечміадзинського престолу архієпископ Геворг Чорекчян в 1944 році передав Червоної Армії танкову колону «Давид Сасунський», сформовану на зібрані ВАЦ пожертвування.
У кінці Другої світової війни, в зв'язку з істотною зміною ставлення до релігії в СРСР, з дозволу державних властей, в Вірменії вперше відбувся Національно-церковний собор ВАЦ, на якому представники вірменських єпархій усього світу обрали Католикосом усіх вірмен Геворга VI (1945—1954). Розпочата після війни масова репатріація вірмен в СРСР також позитивно позначилася на ставленні держави до ВАЦ.
Успішною була діяльність католикоса Вазгена I (1955—1994). Авторитет, яким він користувався як в самій Вірменії, так і серед вірмен діаспори, дозволив йому здійснити ряд програм з оновлення церковного життя. Зміни стали особливо явними з початком в СРСР перебудови, в атмосфері різко збільшеного національної самосвідомості, пов'язаного з карабахського рухом. Наприкінці 1980-х років Вірменська церква поступово повернула в суспільній свідомості належне їй культурно-історичне значення. Велика виявилася її роль в ході ліквідації наслідків землетрусу у Вірменії 7 грудня 1988, який забрав десятки тисяч життів. На заклик Церкви з її зарубіжних єпархій негайно надійшли кошти на допомогу постраждалим і на відновлювальні роботи.
Католикос всіх вірмен Гарегін I (1995—1999), який був до того Католикосом Кілікійським, доклав чимало зусиль для згуртування рядів віруючих і зростання авторитету Вірменської Апостольської церкви як у вірменському народі, так і на міжконфесійному рівні. Відповідно до введеного в 1997 році  нового адміністративного поділу в республіці були створені 8 єпархій, що майже збігаються з межами марза (областей).
Попри розбіжності і урочисте зречення священнослужителів церкви при їх посвяченні в сан від северіанства і від визначень Халкідонського собору (визнаного Католицькою й Східною Православною церквами), ВАЦ ратифікувала Шамбезійскі угоди і в цілому виховує мирян в дусі єдності з східними православними церквами, а багато священнослужителі отримали духовну освіту в навчальних закладах Східних православних церков.
Конституція Вірменії говорить: «Республіка Вірменія визнає виняткову місію Вірменської Апостольської Святої Церкви як національної церкви в духовному житті вірменського народу».

## Міафізитизм проти монофізитизму

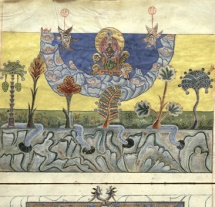
Рай. Взято з вірменського рукопису, 1693 рік

Як і всі орієнтальні православні церкви, Вірменська церква називається монофізитською як Католицькими, так і Східно-православними богословами, оскільки вона відкидала рішення Халкедонського собору, який засуджував віру в одну втілену природу Христа (монофіз). Вірменська церква офіційно розірвала зв'язки з Римом та Константинополем у 554 р. під час Другого Двінського собору, де була відхилена христологічна формула халкедонського діофізиту.
Однак, як і інші орієнтальні православні церкви, Вірменська православна церква стверджує, що ідентифікація як «монофізити» є неправильним описом її позиції. Вона вважає монофізитизм, про який навчав Євтихій і засуджували його в Халкідоні, єресю і лише не погоджується з формулою, визначеною Халкідонським Собором. Натомість Вірменська церква дотримується вчення, визначеного Кирилом Александрійським, якого Халкедонські Церкви також вважають святим, який описав Христа як одне втілення, де поєднані як божественна, так і людська природа. Щоб відрізнити це від Євтихія та інших версій монофізитизму, цю позицію називають міафізитизмом. Тоді як префікс «моно-» (<грец. Μονο- <μόνος) означає «одинокий, одинокий, єдиний», тим самим підкреслюючи особливість Христа, «mia» (μία «одна» ФЕМ) просто означає «одна», що не підкреслюється, і дозволяє складену природу.
Останнім часом як халкедонські, так і нехалкедонські церкви глибше зрозуміли позиції одна одної, визнаючи свою суттєву згоду, зберігаючи свої позиції.

## Структура та лідерство

### Католикосат

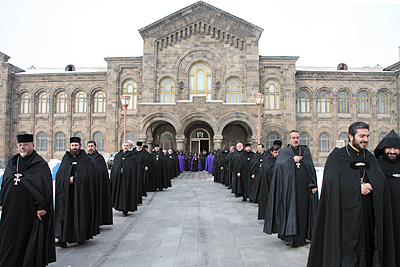
Процесія вірменських священиків.

Вірменська апостольська церква є центральним релігійним органом як для вірменського православного населення Вірменії, так і для вірменських православних громад у всьому світі.
Її очолює католикос. Традиційно у східних церквах верховного главу церкви називають «патріархом», але в ієрархії Вірменської апостольської церкви позиція Католикоса не вища за позицію Патріарха. У даний час в Вірменській Апостольській Церкві є два католикої (Карекін II, Верховний Патріарх і Католикос всіх вірмен, і Арам I, Католикос Великого дому Кілікії), і два патріархи, плюс примати, архиєпископи та єпископи, нижче духовенство та миряни, які обслуговують Церква.
І духовенство, і миряни беруть участь в адміністративній структурі Церкви. Очолювана Карекіним II, духовна та адміністративна робота Вірменської церкви здійснюється у Вірменії в областях релігії, підготовки духовенства, християнської освіти, будівництва нових церков, соціальних служб та екуменічної діяльності.
Наступні престоли мають власну юрисдикцію:
Католикосат Великого дому Кілікії, розташований в Антеліасі, Ліван, очолює Католикос Арам I, і він має єпархії в країнах Близького Сходу, Європи та Північної та Південної Америки.
Вірменський патріархат в Єрусалимі, який має юрисдикцію над усіма Святими землями та єпархиєю Йорданії, очолює патріарх архиєпископ Нурхан Манугіан.
Вірменський патріархат Константинополя та всієї Туреччини, який має юрисдикцію в сучасній Турецькій Республіці, очолює патріарх архиєпископ Саак II Машалян.
Три вищезазначені історичні ієрархічні престоли керують єпархіями, що знаходяться під їх юрисдикцією, як вважають за потрібне, тоді як існує лише духовна влада Католикосатату всіх вірмен.
Окрім обов'язків нагляду за їхніми відповідними єпархіями, кожен ієрархічний Престол та Престол матері Святого Ечміадзина мають чернече братство.

### Семінарії

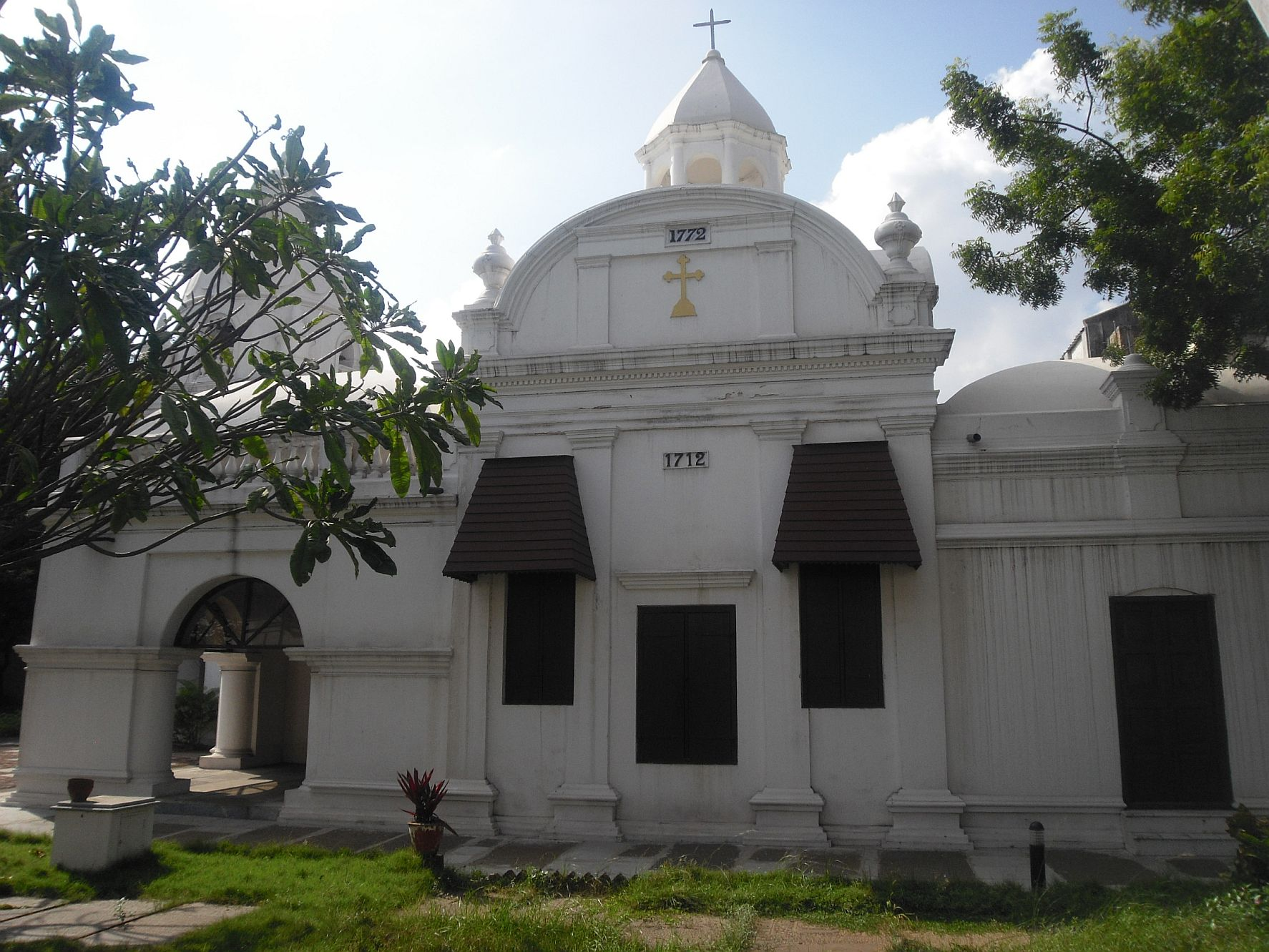
Вірменська церква в Мадрасі, Індія, побудована в 1712 році

Престол Матері Святого Ечміадзіна діє у двох семінаріях — Геворкянській духовній семінарії при Престолі Матері Святого Ечміадзіна та Васкенській духовній академії на озері Севан. Протягом 6-річного курсу одночасного навчання студенти отримують як ступінь бакалавра, так і ступінь магістра теології. У Великому домі Кілікії діє одна семінарія — Семінарія Антелія в Бікфая, Ліван. Після закінчення школи студенти отримують еквівалент диплому середньої школи та додипломного богословського навчання.
У Вірменському патріархаті в Єрусалимі діє Школа св. Таркманчаца (атестат середньої школи), а також Духовна семінарія Патріархату. Випускники духовної семінарії можуть стати рукоположеними священиками.
Константинопольський Вірменський патріархат мав власну семінарію — Патріаршу семінарію Святого Хреста, яку турецька влада закрила в Туреччині разом з усіма іншими приватними вищими школами.
Вірменська семінарія св. Нерсеси в Нью-Рошелі, штат Нью-Йорк, також готує вірменських священиків, нагороджуючи магістром богослов'я в теології (через приналежність до сусідньої семінарії Св. Володимира ОКА). Св. Нерсеса також пропонує магістра мистецтв з вірменських християнських студій.

### Єпархії
Історично церква завжди відігравала важливу роль в історії Вірменії, і часом покладала на себе обов'язки політичного і духовного керівництва. У подібній подвійній ролі авторитет католикоса досяг вищого ступеня, і протягом довгого часу мав першорядне значення. Протягом століть у Вірменії і за кордоном вірмени вважали а Ечміадзіна не тільки главою церкви, а й їх обраним представником.
За канонічним устроєм єдиної Вірменської апостольської церкви, існують два католикосата — Католикосат Всіх Вірмен, з центром в Ечміадзині і Киликийский католикосат, з центром в ліванському місті Антіліас. При цьому при адміністративної незалежности Кілікії католикоса, першість чести належить у Католикоса Всіх Вірмен, який має титул Верховного Патріарха ВАЦ. Крім цього в складі ВАЦ існує також два автономних патріархати ВАЦ — Константинопольський і Єрусалимський, глави яких мають духовний ступінь архиєпископів і канонічно підкоряються Католикосу Всіх Вірмен. У веденні Гарегіна ІІ є всі єпархії в межах Вірменії, а також більшість зарубіжних єпархій в усьому світі. Під управлінням Кілікії католикоса знаходяться єпархії Лівану, Сирії та Кіпру. У складі Єрусалимського патріархату числяться вірменські церкви Ізраїлю і Йорданії, а у веденні патріархату Константинопольського — вірменські церкви Туреччини і острова Крит.
Сьогодні Вірменська Церква нараховує понад 42 єпархій (Вірменія: 11, Нагірний Карабах: 1, за кордоном: 22, катедра Кілікії: 11) та понад 9 млн вірян.
| Назва єпархії  | Регіони поширення             | Резиденція єпархії |
| -------------- | ----------------------------- | ------------------ |
| Араґацотнська  | Араґацотн                     | Ошакан             |
| Араратська     | Арарат, Єреван                | Єреван             |
| Армавірська    | Армавір                       | Вагаршапат         |
| Арцаська       | Нагірно-Карабаська Республіка | Шуші               |
| Вайота Дзор    | Вайоц-Дзор                    | Єгегнадзор         |
| Ґегаркунікська | Ґегаркунік                    | Ґавар              |
| Ґуґаркська     | Лорі, Тавуш                   | Ванадзор           |
| Котайкська     | Котайк                        | Цахкадзор          |
| Сюнікська      | Сюнік                         | Горіс              |
| Ширакська      | Ширак                         | Ґюмрі              |
| Тавуська       | Тавуш                         | Іджеван            |

В Україні вірмени з'явилися ще задовго до створення Київської держави. У XI ст. руйнівні напади сельджуків, падіння царства Багратунідів, візантійська політика переслідування вірменів стали причиною їхнього масового виходу з батьківщини до Київської держави, переважно на територію її західної частини.
Наразі в Україні діє одна з дев'яти вірменських єпархій, що розташовані в Європі — Українська єпархія Вірменської апостольської церкви з резиденцією у місті Львові.

### Ієрархія

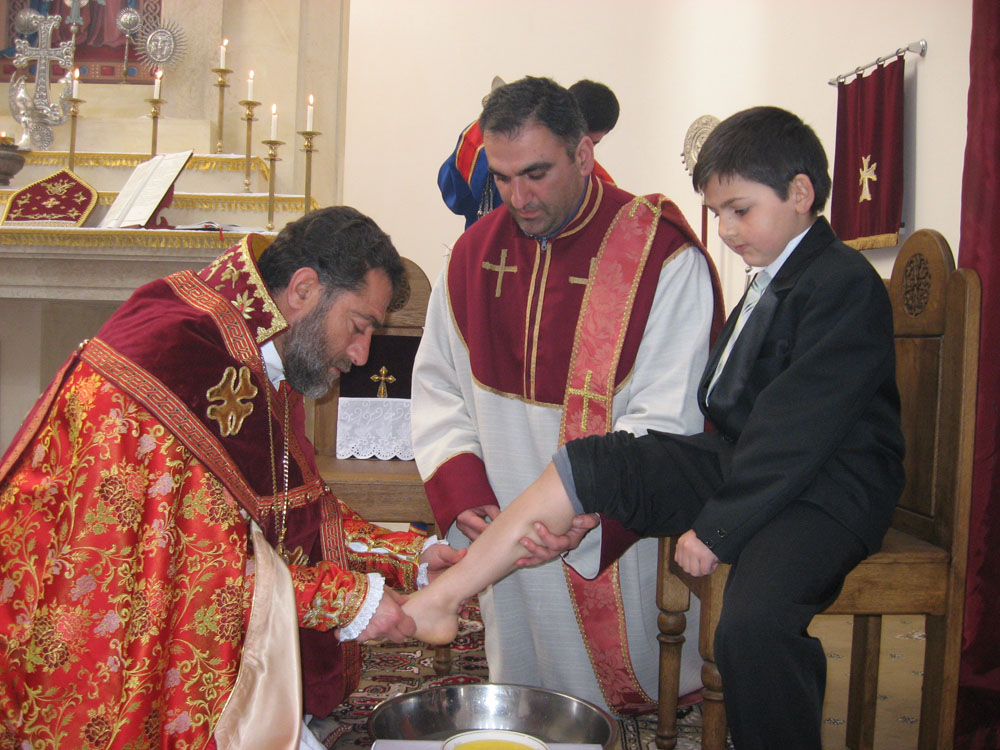
Архиєпископ Себух Чулджіян мив ноги дітям під час церемонії «Омивання ніг»

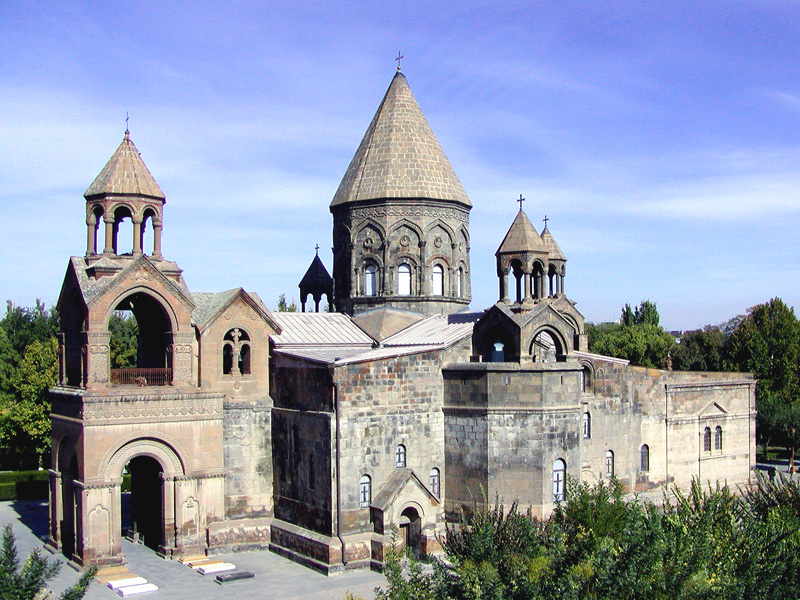
Собор Ечміадзін, Церква Матері Вірменії

#### Духовні ступені
Найвищим духовним ступенем ієрархії Вірменської Церкви є всіх вірмен, який висвячує єпископів, а ті своєю чергою священників. У ієрархію Вірменської Церкви входять наступні чини:
1. Католикос (вірм. Կաթողիկոս) — має абсолютні повноваження здійснювати таїнства, в тому числі і хіротонію всіх духовних ступенів ієрархії, в тому числі єпископів і ів. Миропомазання католикоса відбувається в співслужінні дванадцяти єпископів. представляє верховну і централізовану владу Вірменської Церкви. У його компетенцію входить свячення єпископів, освячення св. світу, благословення нових законів і нових свят, заснування нових єпархій і т. д. обирається Церковно-Національним Собором довічно.
2. Єпископ — управляє єпархиєю. Від вардапета зовні його відрізняють єпископський посох, перстень на мізинці правої руки, а також наперсним хрест-панагія, прикрашений дорогоцінним камінням. Таку панагію мають право носити тільки єпископи. Єпископ може висвячувати і миропомазувати священників, але не може самостійно висвячувати єпископів, але тільки послужити у в єпископській хіротонії. Єпископи висвячуються ом і обираються тільки з числа безшлюбних священників мають вчений ступінь. Під час рукоположення єпископ отримує архиєрейський жезл і перстень на знак влади. З числа особливо видатних єпископів обираються архиєпископи і патріархи. Титул архиєпископа у Вірменській Церкві, на відміну від інших Церков, тільки почесний: він не дає ніяких переваг архиєпископу перед іншими єпископами.
3. Священник —  обов'язком священника є пастирство, тобто піклування про духовне відродження людей, духовне виховання віруючих, а також здійснення таїнств, богослужінь і треб. Священик може здійснювати всі таїнства крім рукоположення і освячення світу. Священники у Вірменській церкві поділяються на одружених і безшлюбних. Одружений священник перш ніж стати служителем повинен бути одруженим не менше року і мати дитини. Священник-вдівець може прийняти чернецтво або одружитися вдруге.
4. Саркаваг (вірм. սարկավագ, диякон) — служить в таїнствах.
5. Дпір (вірм. դպիր, читець) — початковий духовний ступінь. В даний час читець поєднує обов'язки різних служителів древньої церкви: псаломщика, паламаря, ключаря, ліхтарник.

#### Наукові ступені
У Вірменській церкві служителі можуть одержати науковий ступінь, який присвоюється лише позашлюбному духовенству. Право присвоювати наукові ступені мають єпископи, які мають звання верховного архимандрита. Наукові ступені поділяються на:
1. Вардапет (вірм. վարդապէտ, архимандрит) — відповідає ступеню кандидата наук.
2. Тцайрагуйн вардапет (вірм. ծայրագույն վարդապետ, протоархимандрит) — відповідає ступеню доктора наук.

Відмінним атрибутом духовенства, що має науковий ступінь, є архимандрітский жезл у вигляді двох змій, що обвивають один одного, що символізує мудрість, право навчати і проповідувати. У Вірменській церкві, на відміну від інших церков, щаблі архимандрита і протоархимандрита не є посадовими, а вченими ступенями.

## Календарно-обрядові особливості

### Календарні особливості

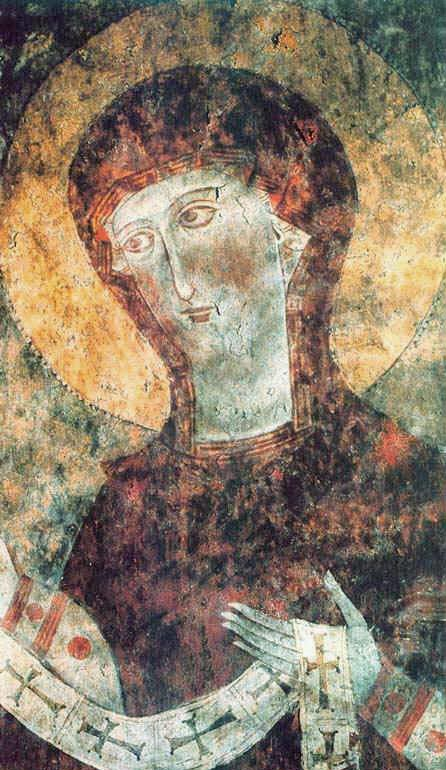
Фреска із зображенням Богородиці з монастиря Дадіванк

Вірменська апостольська церква в цілому живе за григоріанським календарем, але громади в діаспорі, на території церков з благословення єпископа можуть жити і за юліанським календарем. Календарю не надають догматичного значення. Вірменська патріархія Єрусалиму, згідно зі статус-кво, прийнятому між християнськими церквами, що мають права на Гроб Господній, живе за юліанським календарем, як і грецька патріархія.
Не дотримуючись рішень Ефеського собору, Вірменська церква відзначає Різдво Христове 6 січня одночасно з Богоявленням, як це робили ще ранні християни у третьому столітті. Однак раніше ВАЦ короткий час святкувала Різдво Христове 25 грудня. Деякі громади, які використовують юліанський календар святкують Різдво Христове 19 січня.

### Літургія
У ритуалі Вірменської Церкви літургія займає саме видне місце. З X ст. літургія в вірменської церкви залишається практично незмінною, а церковна літургійна музика і спів з характерною вірменської нотацією сягає початку XI століття. Вся церковна служба, крім проповіді, проводиться мовою грабар — класичною вірменською мовою. Проповіді, як правило, короткі і вважаються менш важливими, ніж літургії.

### Причастя
Хліб у Вірменській апостольській церкві при здійсненні євхаристії за традицією використовується прісний.
Вино при здійсненні таїнства євхаристії використовується незбиране, не розведене водою. Освячений євхаристичний хліб (Тіло) занурюється священником в Чашу з освяченим вином (Кров'ю) і, переломлених пальцями на частини, подається причащаючим.

### Матах

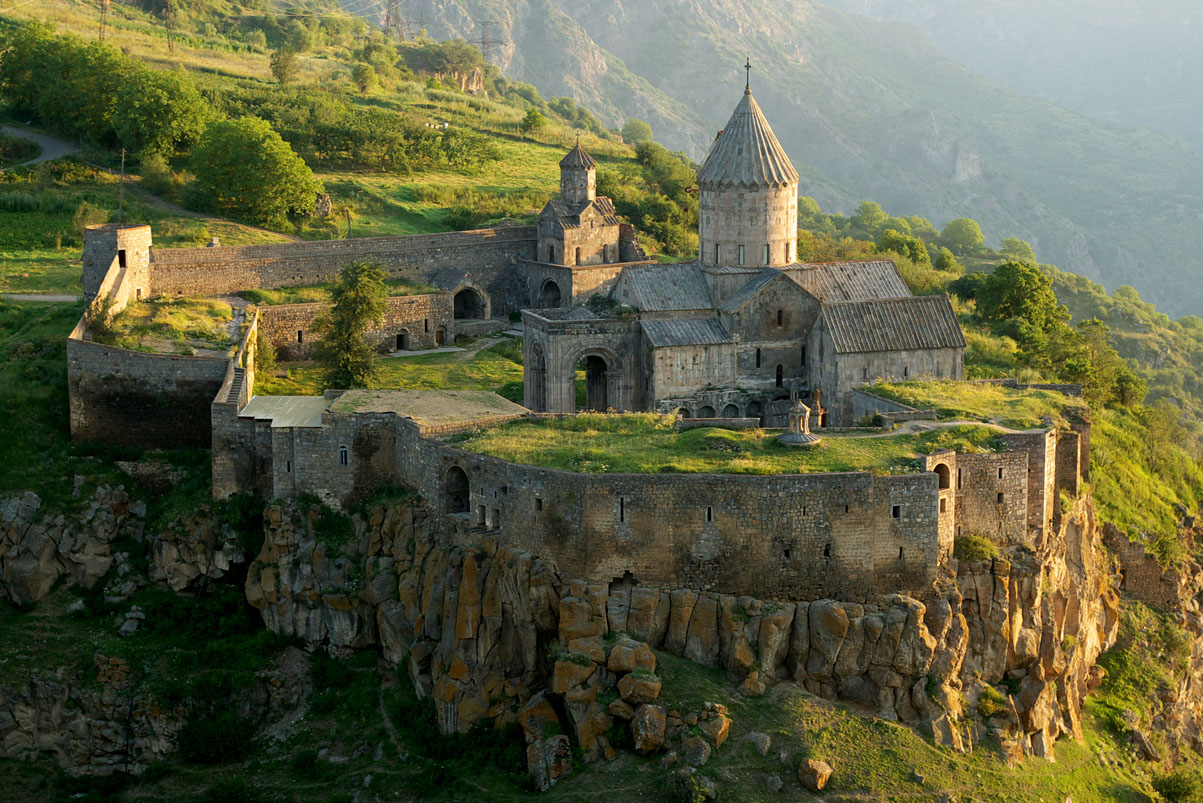
Татевський монастир. X століття

Одною з обрядових особливостей Вірменської апостольської церкви є матах (буквально «піднести сіль»), що являє собою форму милостині у вигляді благодійного обігу. Смисл матаха замикається у принесенні Дари Богу у вигляді виявлення мілості бідним, а не в жертві, подібному ветхозаветному чи язиковому.

Традиція матаха возводиться до слова Господа:
|  | Коли ти справляєш обід чи вечерю, не клич друзів своїх, ні братів своїх, ані своїх родичів, ні сусідів багатих, щоб і вони коли не запросили тебе, і буде взаємна відплата тобі. Але, як справляєш гостину, клич убогих, калік, кривих та сліпих, і будеш блаженний, що вони не можуть віддати тобі, віддасться ж тобі за воскресіння праведних. |

Матах може відбуватися з різних приводів, частіше як подяку Богові за милість або з проханням про допомогу. Однак матах може влаштовуватися і в вигляді громадської трапези членів приходу з нагоди великих церковних свят або в зв'язку з освяченням церкви.
Участь в обряді священнослужителя обмежена суто освяченням солі, з якої готується м'ясо тварини. Для матах заколюють бика, барана або домашню птицю. М'ясо вариться у воді з додаванням освяченої солі. Його роздають бідним або влаштовують трапезу у себе, причому м'ясо не повинно залишатися на наступний день. Так м'ясо бичка роздають в 40 будинків, барана — в 7 будинків, півня — в 3 будинки. З недавніх пір серед нецерковного народу виникла традиція «символічного матах», коли використовується голуб — його випускають на волю. Дане дійство не має сенсу благодійного пожертвування і не має на увазі церковного благословення, а тому матах в реальності не є.

## Порівняння з іншими церквами

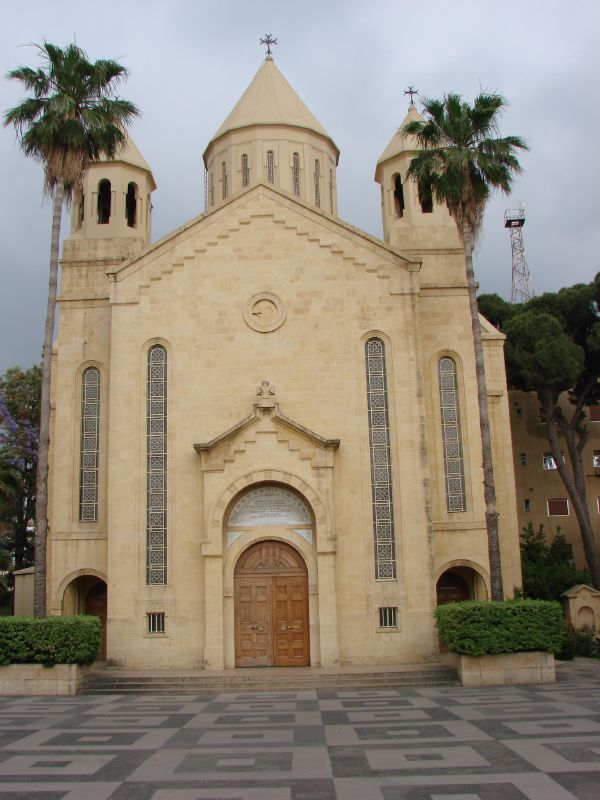
Собор святого Григорія Просвітителя (1940) в Антеліасі, Ліван

З точки зору літургії Церква має багато спільного як з латинським обрядом у своїх зовнішніх, особливо, як це було під час поділу, так і зі Східною православною церквою. Наприклад, вірменські єпископи носять митри, майже ідентичні митрам західних єпископів. Зазвичай вони використовують не повний іконостас, а скоріше завісу святилища (завісу, зазвичай із хрестом або божественним зображенням у центрі, яку використовують також сирійські церкви). Літургічна музика — вірменський спів. У багатьох вірменських церквах також є труби для супроводу їхнього співу.
Вірменським священикам нижчого рангу дозволяється одружуватися перед рукоположенням, а прізвища їх нащадків мають префікс «Дер» (або «Тер» у східно-вірменській мові), що означає «Господь», щоб вказати їх рід. Такий одружений священик відомий як кахана.
Вірменська апостольська церква використовує версію Біблії, засновану на грецькому перекладі (Септуагінта) єврейського Старого Завіту, який був виготовлений в Єгипті при дворі царя Птолемея II Філадельфа (283—246 рр. до н. е.), І включає Второканонічні книги, які не є частина сучасних єврейських та протестантських канонів. Існує безліч доказів того, що Септуагінта була старозавітною версією, яка використовувалась у всій ранньохристиянській Церкві і була переглянута протягом першого та другого століть.
Вірменська апостольська церква відрізняється від Вірменської католицької церкви, яка є sui juris Східною католицькою церквою, частиною Католицької церкви. Коли в 1740-х роках патріархом Сіс був обраний Авраам-П'єр I Ардзівіан, який раніше став католиком, він керував частиною Вірменської апостольської церкви в повному спілкуванні з Папою Римським і так була створена Вірменська католицька церква.

## Жінки у Вірменській церкві

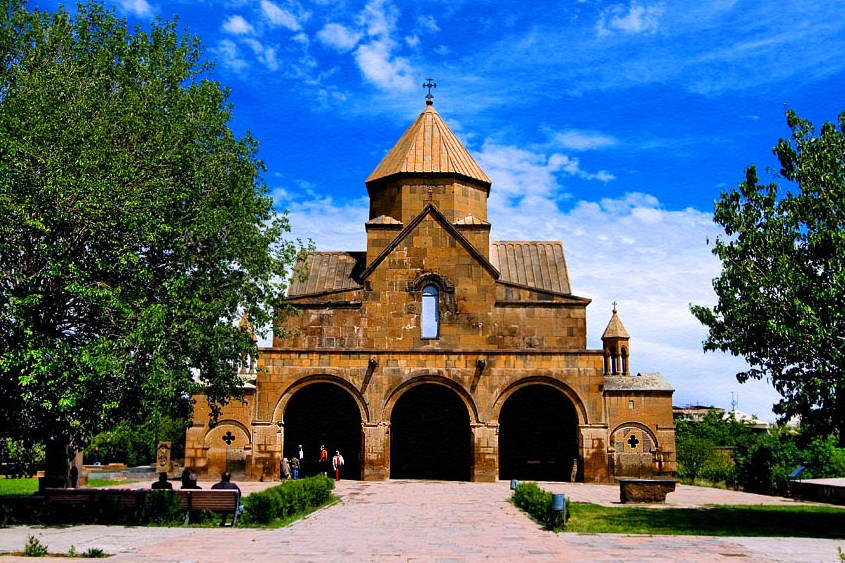
Церква Святої Гаяне. VII століття

Вірменська церква не висвячує жінок у священики. Однак історично склалося так, що монастирські жінки були висвячені в дияконеси в монастирському середовищі. Монастирські дияконеси, як правило, не служать у традиційних парафіяльних церквах чи соборах, хоча покійна Мати Хрипсеме це робила і служила під час публічних літургій, у тому числі в США.
Жінки справді слугують вівтарними дівчатами та читачками, особливо коли парафія настільки мала, що недостатньо хлопців чи чоловіків, які можуть служити.
Жінки зазвичай служать церкві в хорі та в органі, на парафіяльних радах, як волонтери церковних заходів, зборів коштів та недільних шкіл, як прихильниці через Жіночі гільдії та як співробітники церковних офісів.
Що стосується одруженого священика (Дер Хайр), дружина священика, як правило, відіграє активну роль у парафії і до неї звертається титул Єрецгін.
За обмежених обставин Вірменська церква допускає розлучення та повторний шлюб. Справи зазвичай включають або перелюб, або відступництво.

## Канонізація жертв геноциду вірмен
23 квітня 2015 р. Вірменська апостольська церква канонізувала всіх жертв Геноциду вірмен; ця служба вважається найбільшою службою канонізації в історії. 1,5 мільйона — це найбільш часто публікується кількість жертв, однак, за оцінками, коливається від 700 000 до 1 800 000. Це була перша канонізація Вірменською апостольською церквою за чотириста років.

## Поточний стан

### У Вірменії

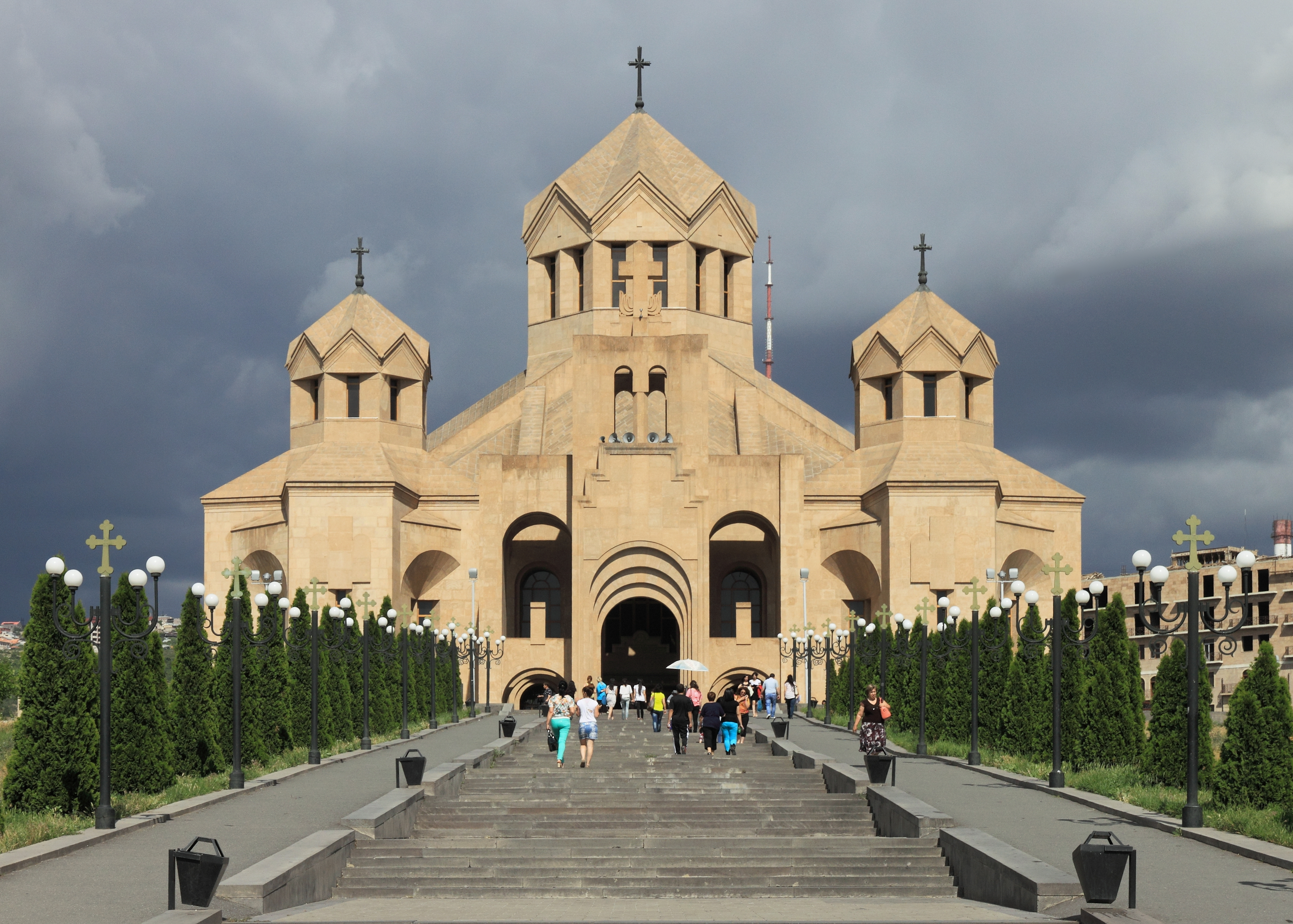
Собор святого Григорія Просвітителя в Єревані, є найбільшою вірменською православною церквою у світі

Статус Вірменської апостольської церкви у складі Вірменії визначений в конституції країни. Стаття 8.1 Конституції Вірменії говорить: «Республіка Вірменія визнає виключну історичну місію Вірменської Апостольської Святої Церкви як національної церкви в духовному житті, розвитку національної культури та збереженні національної самобутності народу Вірменія». Серед інших етнограф Грануш Харатян поставив під сумнів конституційність фрази «національна церква».
У 2009 р. були розроблені подальші поправки до конституції, які б визнали злочином для нетрадиційних релігійних груп прозелітизм прихильників Апостольської Церкви. Угрупованням меншин також забороняється поширювати «недовіру» до інших конфесій. Цей проєкт поправок був призупинений після сильної критики, висловленої Радою Європи та Організацією з безпеки та співробітництва в Європі. Вірменські релігійні меншини та правозахисні групи також висловили серйозне занепокоєння поправками. Правозахисник Степан Даніелян заявив, що «Вірменська апостольська церква сьогодні хоче мати монополію на релігію». Вірменська церква визначає релігійні групи, що діють за межами її домену, як «секти» і, за словами прес-секретаря єпископа Аршака Хачатряна, вважає, що «їх діяльність у Вірменії є не що інше, як заперечення віросповідання Вірменської Апостольської Церкви, яке вважається національною релігією вірменського народу». Грант Багратян, колишній прем'єр-міністр Вірменії, засудив тісну взаємодію Вірменської апостольської церкви з вірменським урядом, назвавши Церкву «недоторканною» організацією, яка таїть свої доходи та витрати.

### В Арцаху

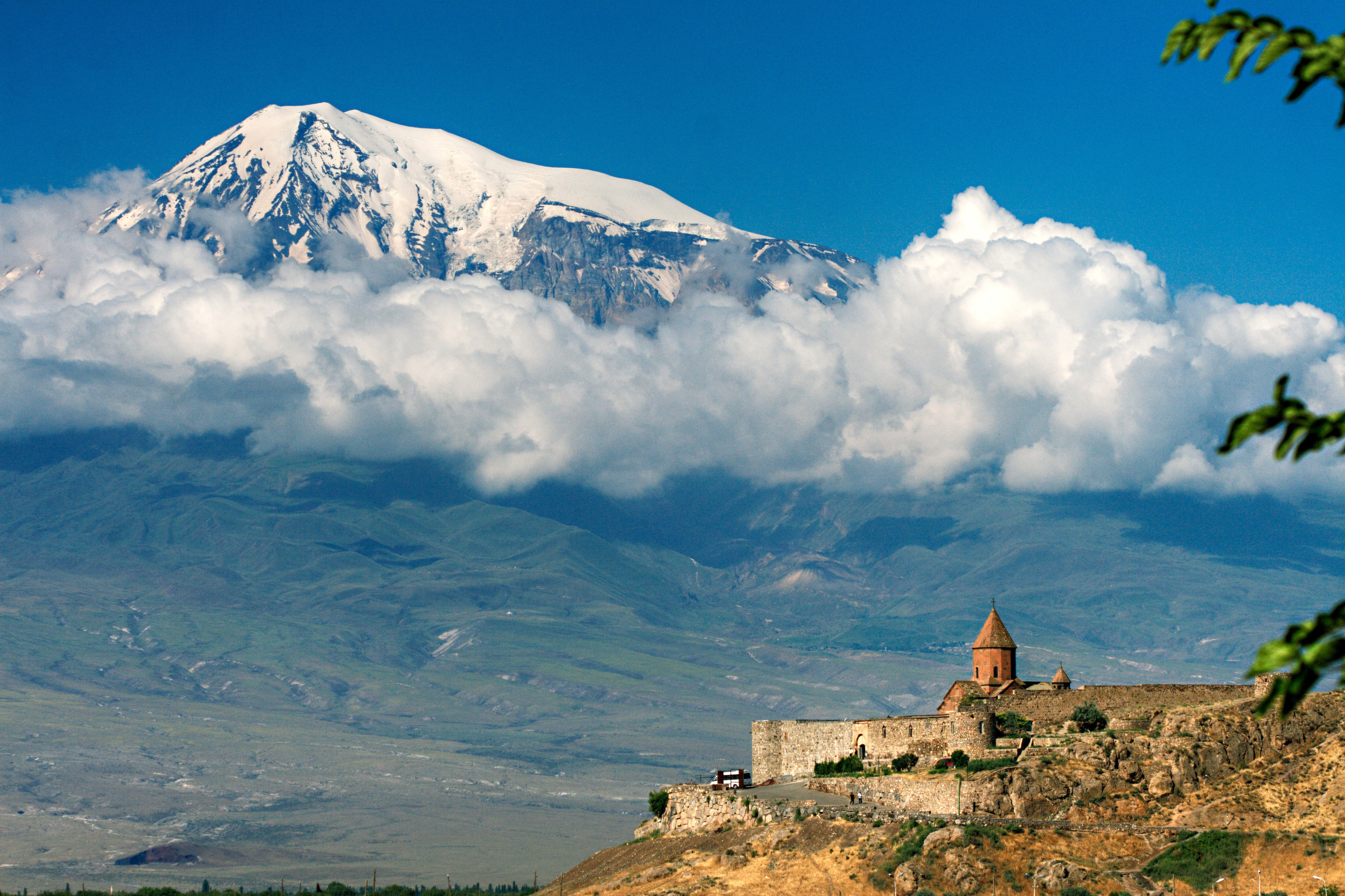
Монастир Хор Вирап на місці ув'язнення Григорія Просвітителя

Після більшовицької революції та подальшої анексії Вірменії СРСР усі діючі релігійні установи в НКАО були закриті, а священнослужителі часто або заслані, або розстріляні.
Через деякий час Вірменська Апостольська Церква відновила свою діяльність. Були весілля, хрещення, і щонеділі Бадарак безкоштовно відвідувався. З 1989 року Вірменська апостольська церква відновила або побудувала понад 30 церков у всьому світі. У 2009 р. уряд Республіки Арцах ухвалив закон під назвою «Свобода совісті та релігійні організації», стаття 8 якого передбачала, що лише Вірменська Апостольська Православна Церква може проповідувати на території Республіки Арцах. Однак закон передбачив доступність процесів для інших релігійних установ, щоб отримати схвалення від уряду, якщо вони бажають проводити богослужіння в межах Республіки.

### Вірменська діаспора

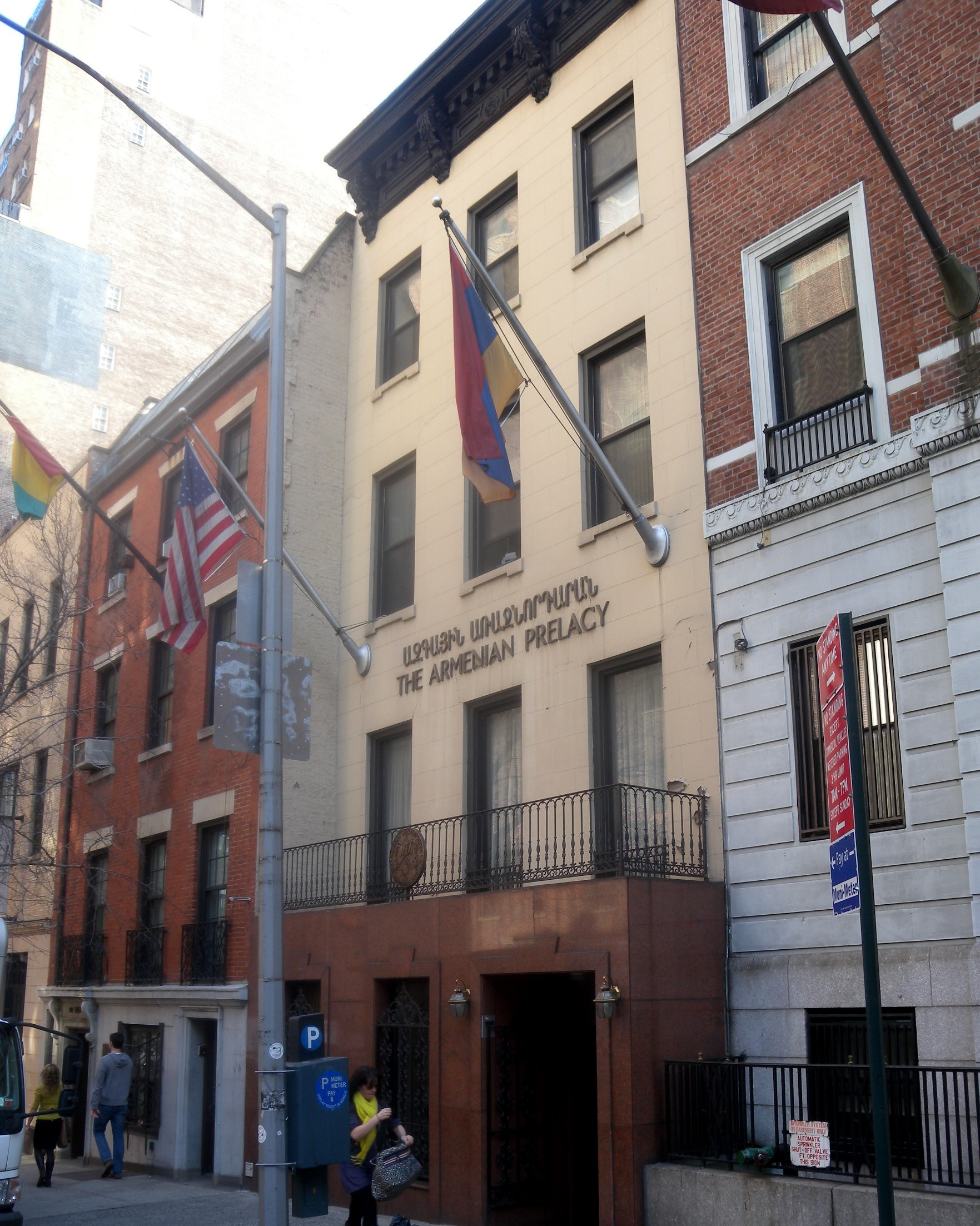
Вірменська Апостольська Прелатія, Нью-Йорк

За межами Західної Азії сьогодні є помітні вірменські апостольські збори в різних країнах Європи, Північної Америки, Південної Америки та Південної Азії.
У Лівані, де проживає велика і впливова спільнота вірменської діаспори зі своїми політичними партіями, є понад 17 визнаних вірменських апостольських церков. Присутність Вірменії в Палестині та Ізраїлі передусім знаходиться у Вірменському кварталі Єрусалиму, що знаходиться під юрисдикцією Вірменського патріархату в Єрусалимі. У Сирії є одна вірменська церква Св. Саркіс у Дамаску. В Йорданії є ряд вірменських церков, включаючи церкву Святого Тадея в вірменському кварталі Джабал Ашрафіє в Аммані та церкву Святого Гарабеда на місці хрещення Ісуса Христа біля річки Йордан
Константинопольський вірменський патріархат у Туреччині та Вірменська апостольська церква Ірану є важливими громадами діаспори. Ці церкви представляють найбільші християнські етнічні меншини в цих переважно мусульманських країнах.
Сполучене Королівство має три вірменські церкви: Св. Саркіс у Кенсінгтоні, Лондон; Св. Єгиче в Південному Кенсінгтоні, Лондон; і Святої Трійці в Манчестері.
Етіопія має вірменську церкву з 20-х років XX ст., коли після Вірменського Голокосту Османська імперія туди запросила групи вірмен.

## Історична роль та суспільний імідж

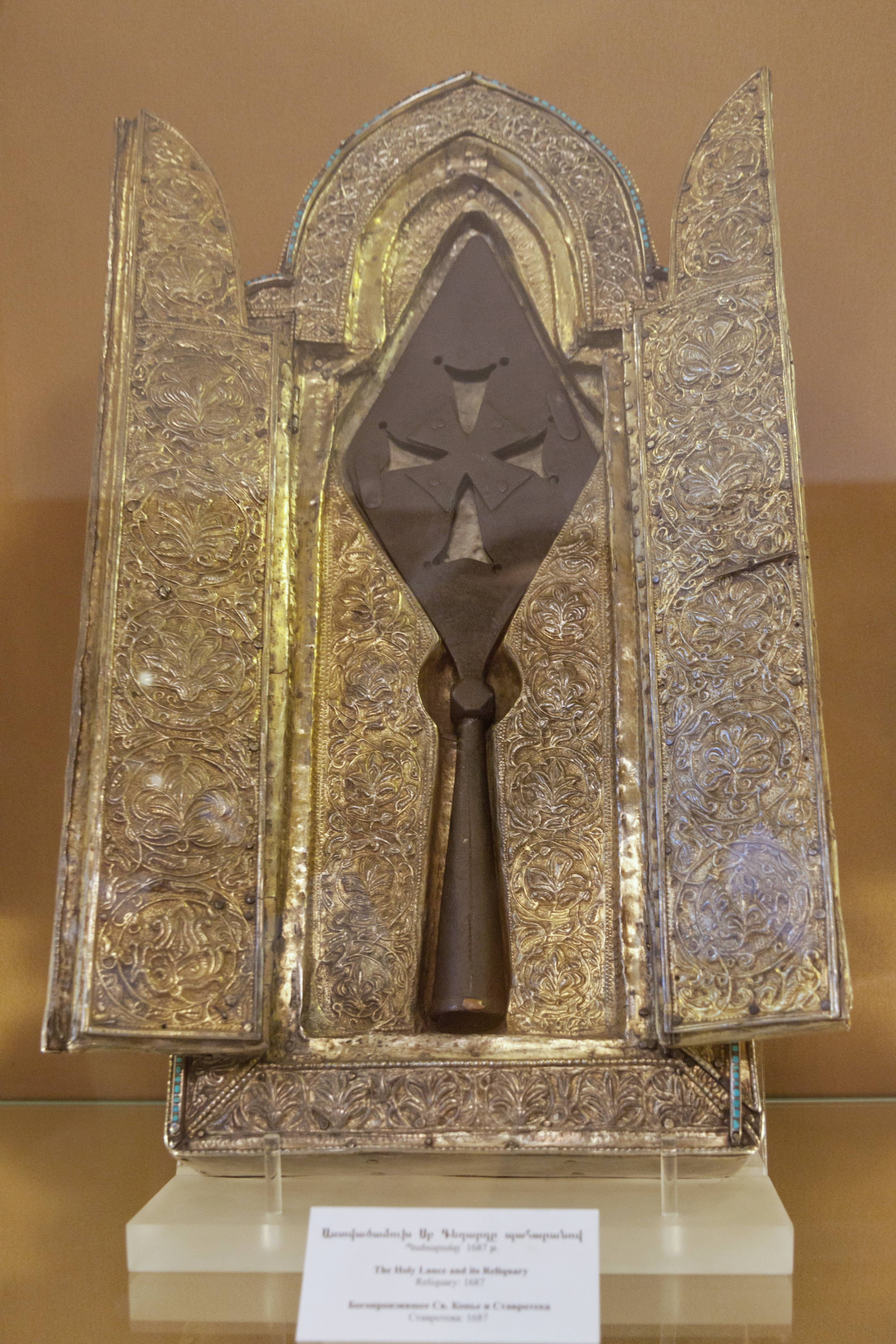
Спис Лонгина в скарбниці Ечміадзіна

Вірменська апостольська церква «багатьма розглядається як хранитель вірменської національної ідентичності». «Окрім своєї ролі релігійної установи, Апостольська Церква традиційно розглядається як фундаментальне ядро у розвитку вірменської національної ідентичності як неповторно обраного Божого народу». Згідно з опитуванням дослідницького центру Pew за 2018 рік, у Вірменії 82 % респондентів кажуть, що дуже чи дещо важливо бути християнином, щоб бути справді вірменином.
За даними опитування 2015 року, 79 % людей довіряють Церкві Вірменії, тоді як 12 % скоріш не довіряють їй, а 8 % не довіряють.

## Суперечки та закиди

### Середньовічна епоха
До ранніх середньовічних противників Вірменської церкви у Вірменії належали павликяни (VII—IX ст.) та Тондракі (IX—XI ст.).
Владні відносини між католиками та світськими правителями іноді були джерелом конфліктів. У 1037 році король Аніанс Ованес-Смбат скинув і ув'язнив католикоса Петроса, якого він підозрював у прихильності провізантійських поглядів, і призначив іншого католикоса на його місце. Це переслідування зазнало високої критики з боку вірменського духовенства, що змусило Ованеса-Смбата звільнити Петроса та відновити його на колишній посаді. У 1038 р. в Ані відбувся великий церковний собор, який відмовив королю в праві обирати або відкликати католикоса.
Історик архітектури Самвел Карапетян розкритикував багато аспектів Вірменської апостольської церкви, особливо її роль в історії Вірменії. Карапетян особливо засуджує, як він називає, віддану службу Вірменської церкви іноземним загарбникам: «Вірменська апостольська церква — це сумлінна податкова структура, яка потрібна кожному завойовнику».

### Сучасна епоха
—Степан Даніелян, науковець з релігії, 2013
У незалежній Вірменії Вірменську апостольську церкву часто критикували за сприйняту підтримку урядів Роберта Кочаряна та Сержа Саргсяна, попри офіційне відокремлення церкви від держави у Вірменії. За словами колишнього прем'єр-міністра Гранта Багратяна, релігія та державне управління «повністю змішалися». Він назвав церкву «недоторканною» організацією, яка приховує свої доходи та витрати. Критикується також масштабне будівництво нових церков у період незалежності та недбалість апостольської церкви (та уряду) історичних церков, що перебувають під загрозою зникнення.
В останні роки кілька гучних керівників церкви брали участь у суперечках. У 2013 році Навасард Ктчоян, архиєпископ Араратської єпархії і прем'єр-міністр Тигран Саргсян, як стверджувалося, були партнерами бізнесмена, якого звинувачували у відмиванні банківської позики у розмірі 10,7 млн. Доларів США, а потім депонування більшої частини на рахунках, які він контролював на Кіпрі. У 2011 році було виявлено, що Ктчоян їздить на автомобілі Bentley (вартість якого становить від 180 000 до 280 000 доларів). Вказуючи на 34 % рівня бідности в Вірменії, редактор Asbarez Ара Хачатурян назвав це «нічим іншим, як богохульством». Він додав, що «бездумна зневага та ставлення архиєпископа Кчояна ще більш неприйнятна через його позицію у Вірменській церкві».
У жовтні 2013 року отець Асогік Карапетян, директор Музею Матері Престолу Святого Ечміадзіна, заявив по телебаченню, що вірменин-атеїст не є «справжнім вірменином». Прес-секретар Вірменської апостольської церкви заявив, що це його особиста думка. Заява зазнала значної критики, хоча Асогік не відмовився від своєї заяви. У редакційній статті ліберальної щоденної газети «Аравот» Арам Абраамян висловив думку, що релігійну ідентичність не слід ототожнювати з національною (етнічною) ідентичністю, і кожна людина сама вирішує, є вони вірменами чи ні, незалежно від релігії.
У 2016 році Agos опублікував звіт про жорстоке поводження з дітьми протягом 1990-х років у вірменській школі Jarankavorats в Єрусалимі. Згідно з повідомленням, кілька священнослужителів зґвалтували молодого студента. Ця історія вперше вийшла в етер документального фільму, який вийшов в ефір на ізраїльському телебаченні.

## ВАЦ в Україні

### Діяльність
28 листопада 1991 р. в Україні було офіційно відновлено і зареєстровано єпархію Вірменської Апостольської Церкви, громади якої зараз діють у Львові, Києві, Одесі, Харкові, Дніпрі, а також у деяких містах Криму. Українську єпархію ВАЦ, центр якої знаходиться у Львові, очолює архиєпископ Григоріс Буніатян. Триває поетапний процес повернення вірменській громаді кафедрального Успенського собору. 25 червня 2001 р. під час перебування у Львові храм відвідав папа Іван Павло ІІ.

### Старовинні церкви

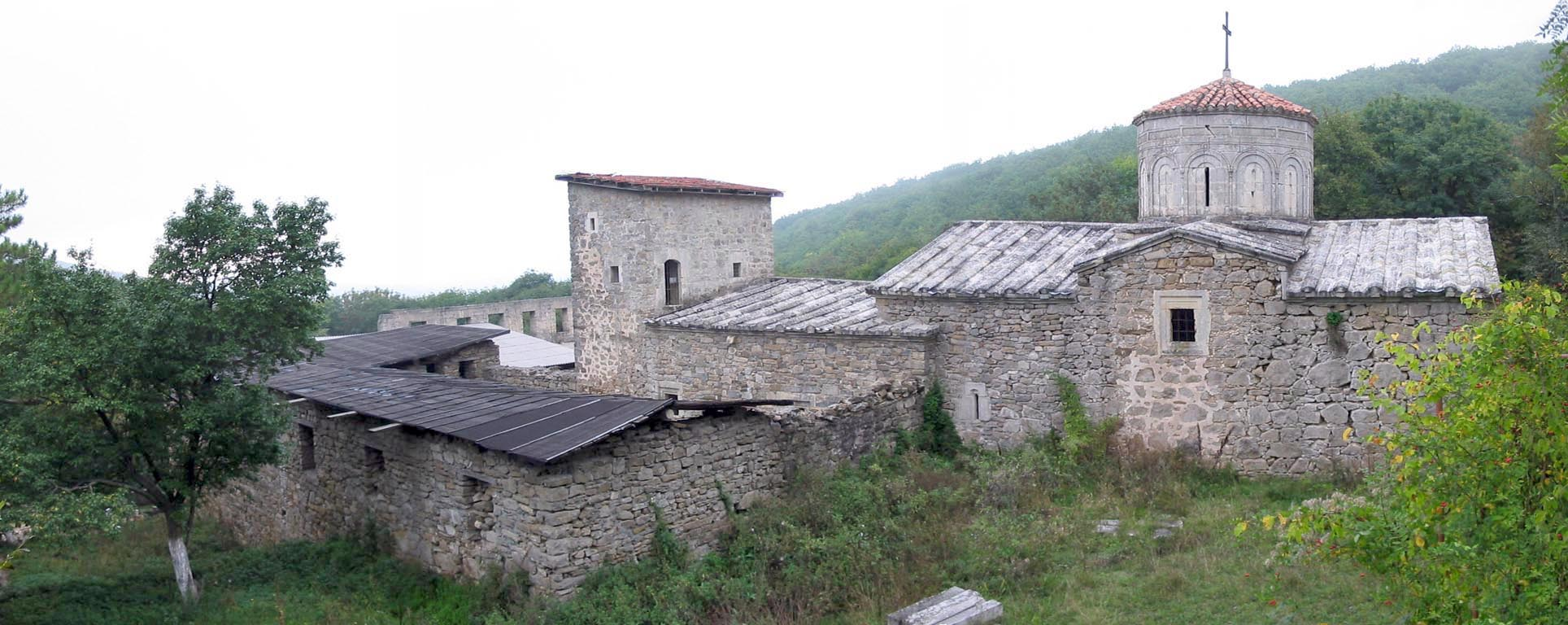
Вірменський монастир Сурб-Хач (XIV століття) у Криму

Старовинні Вірменські церкви в Україні є в таких містах:
- Бережани
- Білгород-Дністровський
- Городенка
- Євпаторія
- Жванець
- Івано-Франківськ
- Ізмаїл
- Кам'янець-Подільський
- Кути
- Лисець
- Луцьк
- Львів
- Снятин
- Тисмениця
- Феодосія
- Чернівці
- Язловець
- Ялта